# Ictitherium
Ictitherium is een geslacht van uitgestorven zoogdieren uit de familie Hyaenidae en de onderfamilie Ictitheriinae, dat voorkwam van het Midden-Mioceen tot het Vroeg-Plioceen (12,7 tot 5,3 miljoen jaar geleden). Het werd benoemd door Trouessart in 1897. Ictitherium-soorten waren endemisch in Eurazië en Afrika en bestonden ongeveer 7,4 miljoen jaar.

## Beschrijving
Dit 120 centimeter lange dier was een vroege hyena, die de kenmerken had van een civetkat met een lang lichaam met korte poten en een mogelijk korte staart. Het gebit was uitermate geschikt voor het verwerken van een insectivoor dieet. Het dier miste echter de zware tanden, die nodig waren om botten te kraken, zoals de huidige hyena’s. Dit geslacht was zeer talrijk en wijdverbreid en kende een tamelijk hoogontwikkelde sociale orde, waarin in groepen werd gejaagd.

## Vondsten
Resten van dit dier werden gevonden in Marokko en Griekenland.